# ウイリー事件
ウイリー事件（ウイリーじけん、台湾語:威里事件）とは、1906年（明治39年）夏、日本統治時代の台湾東部、ウイリー社（現在の花蓮市近郊、秀林郷佳民村）において、樟脳製造現場の賃金トラブルにより、日本人25人が台湾原住民タロコ族に殺害された事件である。犠牲者の中には時の花蓮港支庁長・大山十郎も含まれていたため大山十郎事件とも呼ばれる。

## 背景
本事件の10年前の1896年、台湾東部・新城郷において日本兵が現地の女性に不埒な行為に及び、その報復として日本兵多数がタロコ族に殺害された。いわゆる新城事件である。その折に鎮圧に当たった日本軍はタロコ族の剽悍な性質に手を焼き、台湾総督府は彼らを懐柔せざるを得なかった。日本当局は漢人の有力者・李阿隆の外タロコにおける地位を認め、タロコ族ホーホス社の頭目、ハロク・ナウイを厚遇した。
1901年7月、コロ社(現在の秀林郷秀林村)に日本語伝習所タロコ分教場が設置され、日本人とタロコ族が円滑にコミュニケーションをとれるよう、「帰順」したタロコ族子弟らに日本語教育が施された。なお日本語分教場設置の交換条件として、日本側はタロコ通事李阿隆の要求に応え、タロコ族に銃と弾薬を提供した。台湾総督府の指定商人・賀田組は社内に銃火器の販売場を設け、１人当たり月に弾薬10発分、火薬22発、雷管10発、火薬20個以下を販売した。1905年8月から10月、日本当局はタロコとコロに警察官吏派出所を設置し、タロコ族の行動を見張った。

### 台湾と樟脳

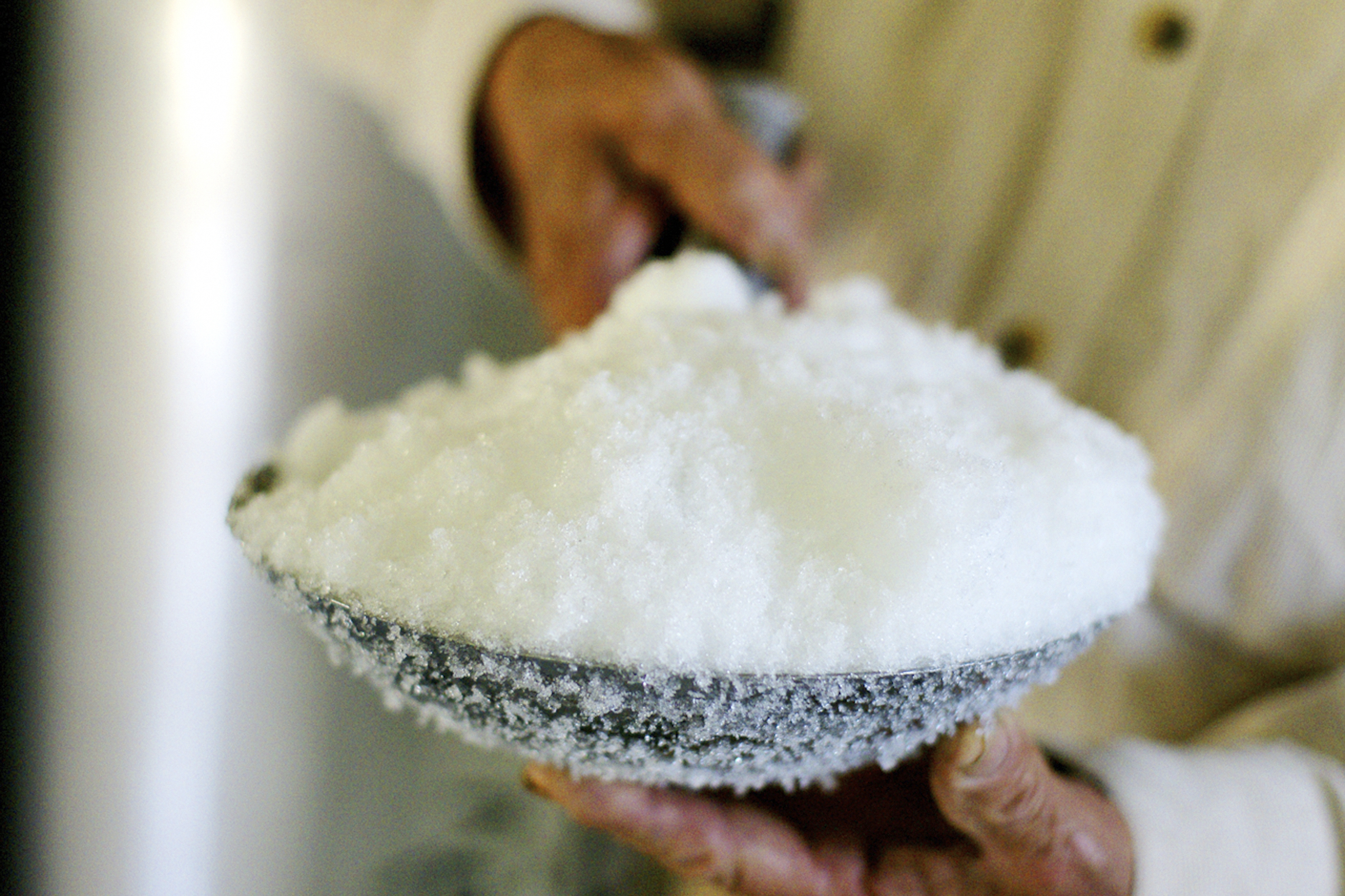
クスノキ材を蒸留して得られる樟脳は、台湾の重要な産物だった

亜熱帯気候の台湾の山野は照葉樹林に覆われ、クスノキの大木が無尽蔵に林立していた。台湾総督府はクスノキ資源に着目し、樟脳の製造を基幹産業として位置付けた。クスノキ材を蒸留することで生産される樟脳は殺虫剤、防虫剤、香料、薬品としての用途に加え、当時、「新素材」として持てはやされていた合成樹脂・セルロイドの原材料として注目されていた。セルロイドは雑多な生活雑貨の素材に加え、写真フィルムの原材料として不可欠であり、欧米に多量に輸出されていた。
1904年3月、台東庁長の相良長綱が病死し、新庁長に森尾茂助が着任した。森尾は着任と同時に賀田組の樟脳製造事業を承認した。結果、日本の官憲が本格的にタロコ族の勢力域に進出することとなる。1906年（明治39年）初頭、賀田組の首班・賀田金三郎がウイリー社とコロ社（現在の秀林郷秀林村）での樟脳の製造を開始した。樟脳の製造には原材料のクスノキを伐採し、幹をチップ状に細かく粉砕して蒸留する必要がある。その作業のため山野に多くの労働者が分け入ったが、彼らがタロコ族の領域に出入りすることでのトラブルが予感された。もともとタロコ族には出草（首狩り）の習俗があり、その意味においての事件も充分に予感されることであった。

## 起因

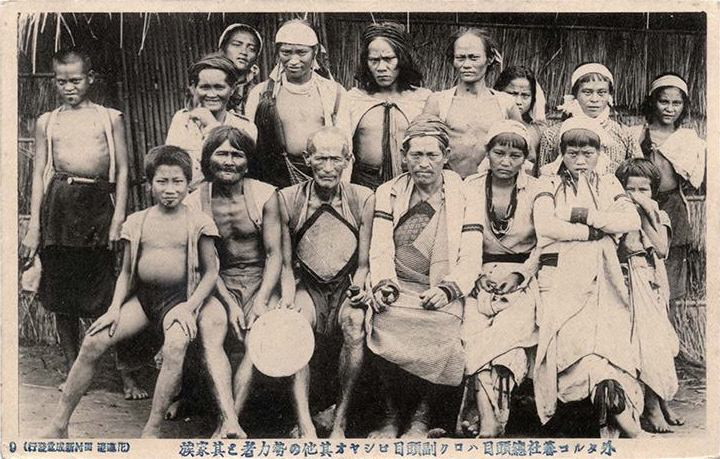
事件当時のタロコ族総頭目ハロク・ナウイ（前列、左から3人目）。中国語版ウィキペディアによれば、文中の「老蕃」とは、彼の事とされる

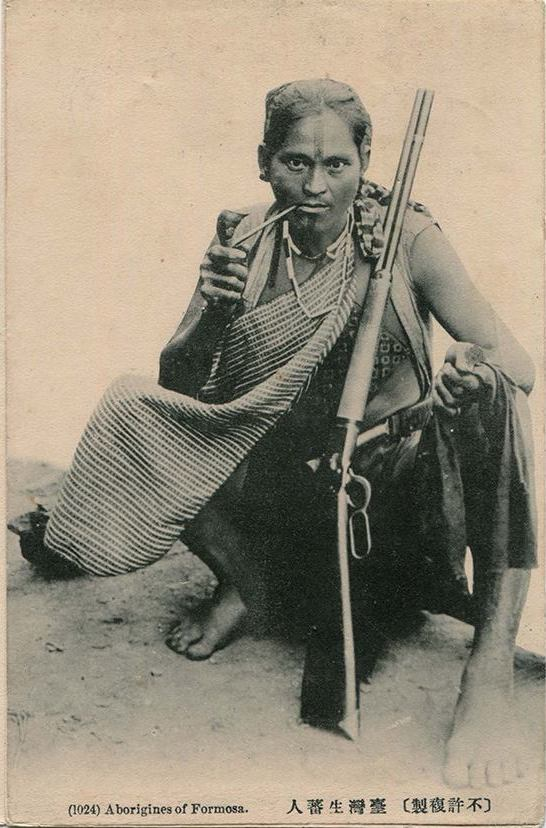
事件当時のタロコ族ウイリー社頭目、ピサウ・パワン（1906年撮影）

タロコ族の勢力圏で樟脳の製造に携わる賀田組は「蕃人」に信望の篤い喜多川貞次郎を主任に据え、現地で伐採作業を行うに当たり「帰順」した外タロコ7カ村の原住民を警護役として內タロコからの襲撃に備えた。そしてタロコ族7カ村には警備役の報酬として、毎年の年末ごとに200円を支給する契約を取り付けた。
だが急激に貨幣経済に取り込まれたタロコ族らは経済的な観念に乏しく、しきりに支払いを求める。そこで賀田組では6月に、「老蕃」に半額の100円を支給した。だが老蕃はそれを7カ村に分配せずに着服し、自身の親族らに分け与えてしまった。これを原因として部族内部で発砲騒ぎとなり、老蕃の親族が負傷した。
そんな折の7月30日、日本人の脳丁（樟脳製造の労働者）2名が首狩りされてしまう。当時、シラガン社の者がウイリー社の耕作地を荒らし、頭目同士の調停が付かず、その解決のための首狩りに日本人が巻き込まれたものである
事態を重く見た花蓮港支庁長・大山十郎は自ら実態調査と遺体収容に赴いた。
一方、現地の賀田組は女性と子供を前もって避難させ、続いて男性従業員の引き揚げを検討していた。だが老蕃は「引き揚げれば、かえって村人を刺激するから危険だ」と進言し、喜多川もこれを受け入れ、切迫していた事態は一時的に終息へと向かった。しかし同席していた大山十郎は、状況は依然として危ういものと受け止め、従業員全員の撤収を検討、牛車6台を用意し、巡査2名を従え、喜多川主任に命じて引き揚げを開始させた。
だが日本人の撤収を察知したタロコ族の間に「日本人が引き揚げれば、給金が停止されるのではないか」との動揺が広がる。そこへ折悪しく、ウイリーの村人が日本人の首級5個を挙げて持ち帰り、村人に誇示した。これに他の村人も逆上して騒乱状態となり、老蕃に銃を突きつけ「汝は我らの手当てを着服した盗人なり」と罵るなどして乱闘騒ぎとなった。
賀田組職員らが蒼白となり、手近の道具を武器として身を固めようとする折も折、口笛のひと吹きを合図として戸外のタロコ族らが一気に事務所になだれ込んだ。蕃刀が閃き絶叫がほとばしる中、職員らは次々と血の海に沈み、辛くも逃れ出た者も槍で刺殺された。この間、わずか5分。花蓮港支庁・大山十郎、主任・喜多川貞次郎ら18人、先に首狩りに遭った7名も加えれば25人が死亡し、16名が負傷した。無傷で逃れ出た者は巡査1名、脳丁1名、タロコ公学校の日本人教師1名のみだった。

## 事件後の影響
ウイリー事件の発生直後、日本当局はタロコ族の反撃を恐れ厳罰を下せなかった。そのため加禮宛庄、十六股庄あるいは帰化社など現在の花蓮平野に居住する住民は、日本人も漢民族も、原住民のアミ族も、等しく恐慌状態に陥った。
- 隘勇線の延長

1907年5月16日、日本当局は山地からの「生蕃」の襲撃から平地の住民の安全と財産を守る名目でウイリー社周辺に隘勇線を設置した。南はサパト渓(今の砂婆噹渓)右岸から、北は埔頭(今の花蓮市北部)海岸に至り、長さは2里15町に及ぶ。線場には隘勇監督所1か所、隘勇監督分遣所6か所，隘寮36か所が設けられ、平野の住民の生活をタロコ族の襲撃から守った。サパト渓流域はもともとアミ族チカソワン社（現在の花蓮市近郊、吉安郷）の領地であり、日本当局はアミ族らがその地域を開墾することを許可した。これはアミ族の勢力で、タロコ族の南進を押さえる目論見もあった。事件後、日本軍の砲撃に遭ったタロコ族は大挙してチカソワン社の近隣に移住し、アミ族の耕作地に隣接することになる。そのため双方でトラブルが頻発した。
- タロコ蕃への砲撃

ウイリー事件の発生時、日本当局は前年の「新城事件」のように、陸上からの攻撃は不利であることを悟っていた。そこで「ウイリー隘勇線」の設置でタロコ族を一時的に封鎖した上で、1907年に日本海軍南清艦隊の「浪速」と「秋津洲」を台湾東海岸に回航させ、7月1日の早朝から外タロコの南南墺、大濁水渓、タッキリ渓、さらに三桟からウイリー方面を188発砲撃した。だが新城事件時の艦砲射撃同様、家屋に多少の損害を与えたのみだった。
そこでアミ族南勢7社500人を加えた警部2人、警部補3人、巡査16人、巡査補13人、隘勇100人からなる陸上部隊で激戦の末、タロコ族の2社6集落を焼き払い、21名を死亡せしめた。対する討伐側は日本人の死者2名、負傷者2名。応援のアミ族は8名死亡、7名が負傷した。
これ以降軍艦による砲撃は中止されたものの、重速射砲4門を装備した警邏船「扇海丸」が蘇墺港を本拠として海上警備に当たった。
- 新たな隘勇線を2条設置

砲撃に遭ったタロコ族は海岸に住み続けることは危険と悟り、木瓜渓（花蓮渓の支流）流域に移住し始めた。彼らの南部移住で「ウイリー隘勇線」の重要性が薄れると同時に、南部地区へ移住したタロコ族への対応を迫られることになる。そこで1908年（明治40年)5月、日本当局は木瓜蕃（木瓜渓流域のタロコ族）対策として、タモナン(現在の秀林郷文蘭集落)に駐在所を設置し、木瓜渓を遡ってムキイボ社(現在の秀林郷榕樹集落)に至る「バトラン隘勇線」を設置した。全長3里2町、80人の隘勇でタロコ族の南下に対応した。
- 蕃を以て蕃を制す

日本統治時代初期、日本軍は大きな抵抗も受けず花蓮平原に進出した。清王朝の軍隊は寡兵で脅威にはならず、平野の原住民であるアミ族も戦いを好まず、日本軍は順調に花蓮平原を摂取した。だが山地のタロコ族をいかに少ない兵力で「帰順」させ、山地の豊富な林産資源を利用に遷せるかが日本当局にとっての懸案であった。そこで日本当局は花蓮平原に居住するアミ族を「親日化」させ、タロコ族への備えとして隘勇線の隘勇（警備員）として配備させた。チカソワン社のアミ族がその任を請け負った。封鎖されたタロコ族は海へ出る道を失い、孤立化していった。だが、隘勇に雇われたアミ族の待遇への不満から、1908年（明治41年）12月、チカソワン事件の発生へと至るのである。

## 井上伊之助
当事件で大きく影響を受けた人物に、キリスト教宣教師の井上伊之助がいる。井上は幼少期に内村鑑三の著作を読んで感銘を受け、1903年に洗礼を受けたのちに東京の聖書学院で勉学に励んでいた。だが勉学中の1906年、賀田組の職員だった父・井上弥之助が当事件に巻き込まれて死亡する。事件を受けた井上は台湾原住民族への布教と教化を思い描き、1911年に渡台。医師の資格も取得して台湾山岳地帯の各地の集落を訪問し、1947年に帰国するまで40年に渡りブヌン族やタイヤル族ら台湾原住民へのキリスト教布教活動に励んだ。